# Bulbophyllum flavescens
Bulbophyllum flavescens là một loài phong lan thuộc chi Bulbophyllum.